# Efferia schadei
Efferia schadei är en tvåvingeart som först beskrevs av Stanley Willard Bromley 1951.  Efferia schadei ingår i släktet Efferia och familjen rovflugor.
Artens utbredningsområde är Paraguay. Inga underarter finns listade i Catalogue of Life.